# Mailman

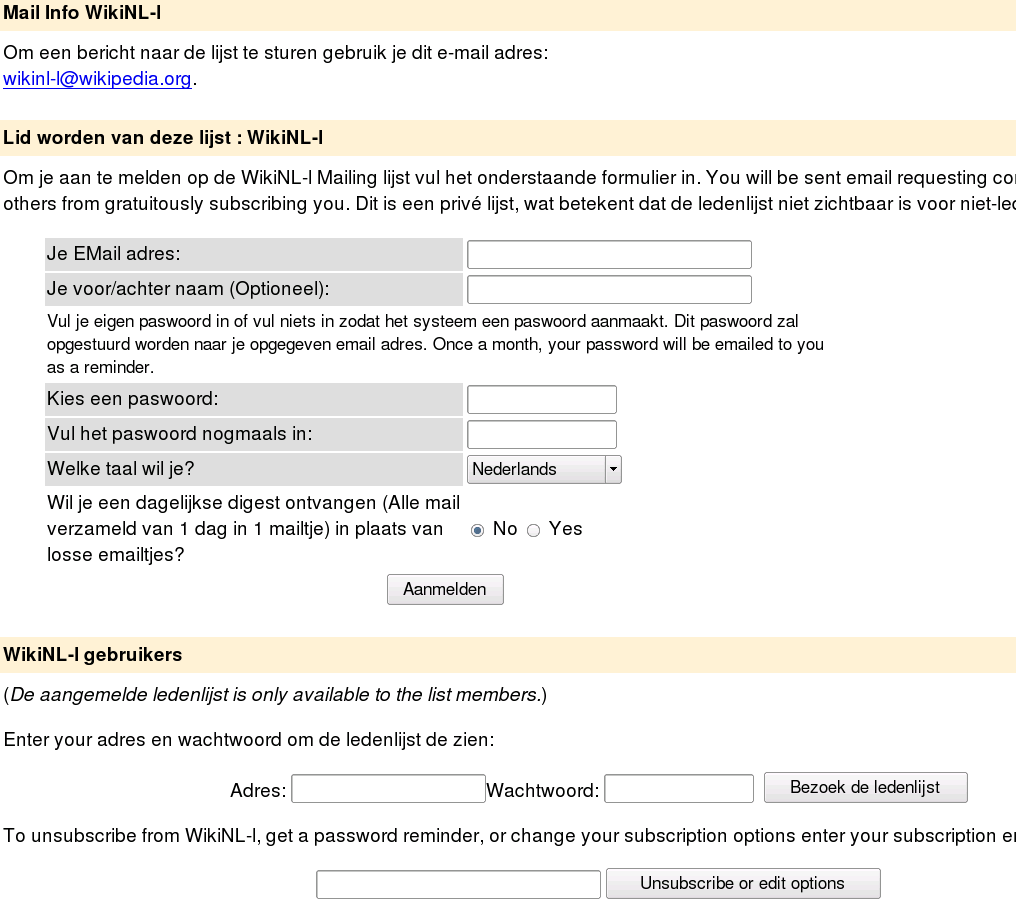
Deel van de webinterface

Mailman is een softwarepakket voor het beheren van elektronische mailinglijsten. Het is opensourcesoftware geschreven in Python en valt onder de GPL-licentie.
Een zeer vroege versie van Mailman werd geschreven door John Viega als graduate student, die vervolgens zijn kopie van de bron verloor bij een crash van de harde schijf ergens rond 1998. Ken Manheimer van de CNRI, die op zoek was naar een vervanger voor Majordomo, nam vervolgens de ontwikkeling over. Toen Manheimer CNRI verliet, nam Barry Warschau het over.
Mailman 3, de eerste grote nieuwe versie in meer dan tien jaar, werd uitgebracht in april 2015.

## Functies
Mailman kan samenwerken met elke algemeen voorkomende Unix-mailserversoftware, waaronder Postfix, Sendmail, qmail en exim.
Het belangrijkste verschil met andere mailinglijstsoftware is de eenvoudig te bedienen webinterface voor beheerders en leden van een mailinglijst. Naast de webinterface betreffen de gebruikersmogelijkheden een uitgebreide command-line-interface, de ingebouwde archivering van berichten, de automatische verwerking van bounceberichten, de optie om de berichten dagelijks gebundeld te laten versturen (digest) en de optie om de berichten te filteren op bijvoorbeeld het hebben van een spamheader, aangebracht door anti-spamsoftware.

## Wetenswaardigheden
Standaard zendt Mailman op de eerste van de maand een herinnering naar de leden van een mailinglijst, waardoor veel internetters de eerste van de maand "Mailman Day" noemen.